# Cá chình bồ nông

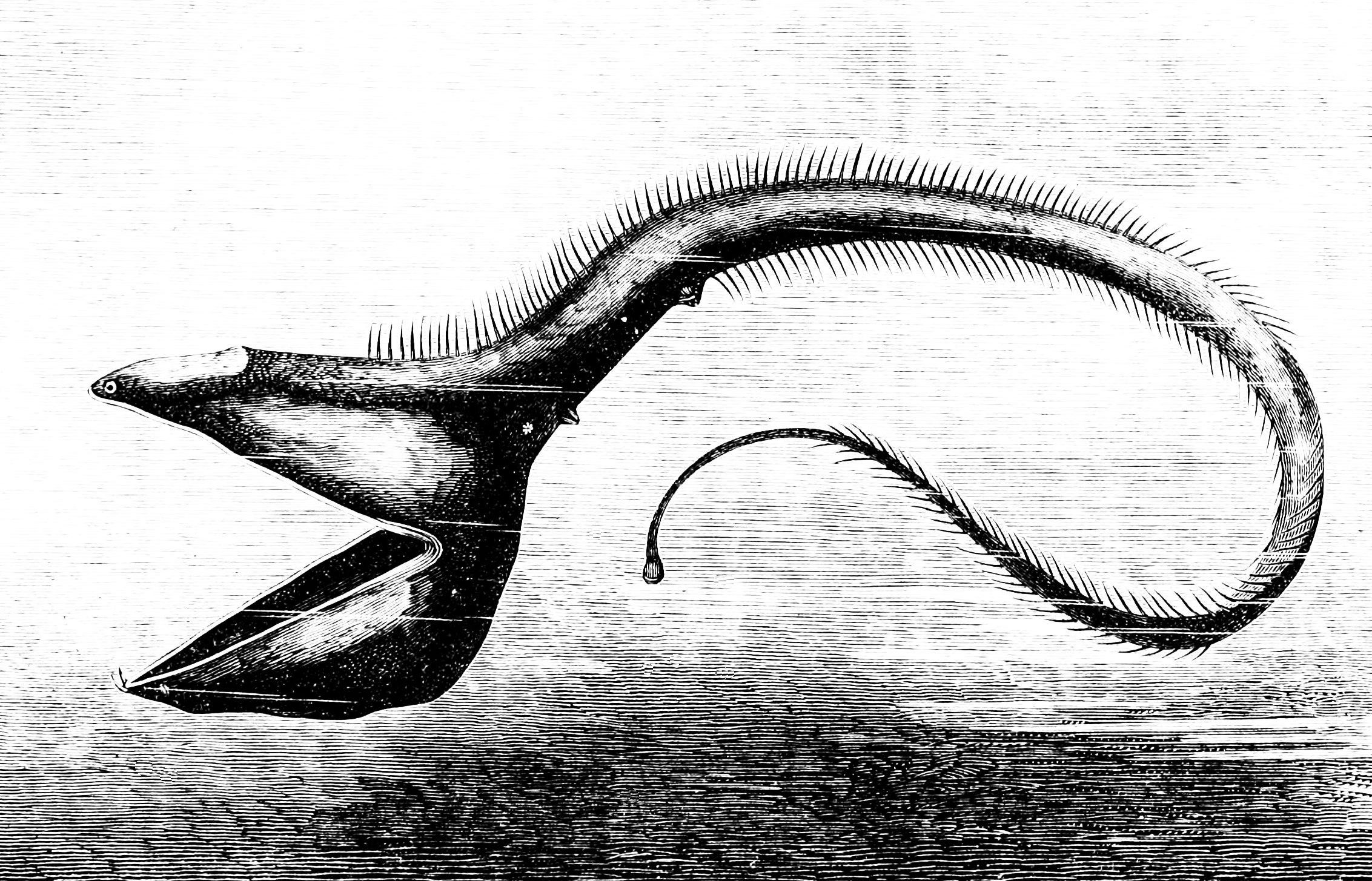

Cá chình bồ nông (tên hai phần: Eurypharynx pelecanoides) là một loài cá biển sâu hiếm thấy, mặc dù đôi khi bị bắt trong lưới đánh cá. Nó là thành viên duy nhất được biết đến thuộc chi Eurypharynx và họ Eurypharyngidae. Nó thuộc về bộ Saccopharyngiformes, một bộ có quan hệ họ hàng gần với cá chình thật sự trong bộ Anguilliformes. Nó cũng được gọi là cá chình nuốt chửng và cá chình nuốt chửng miệng dù hay cá chình miệng to. Tên gọi của loài, pelecanoides, đề cập đến bồ nông, do cái miệng lớn của cá gợi nhớ tới mỏ của bồ nông.

## Hình ảnh

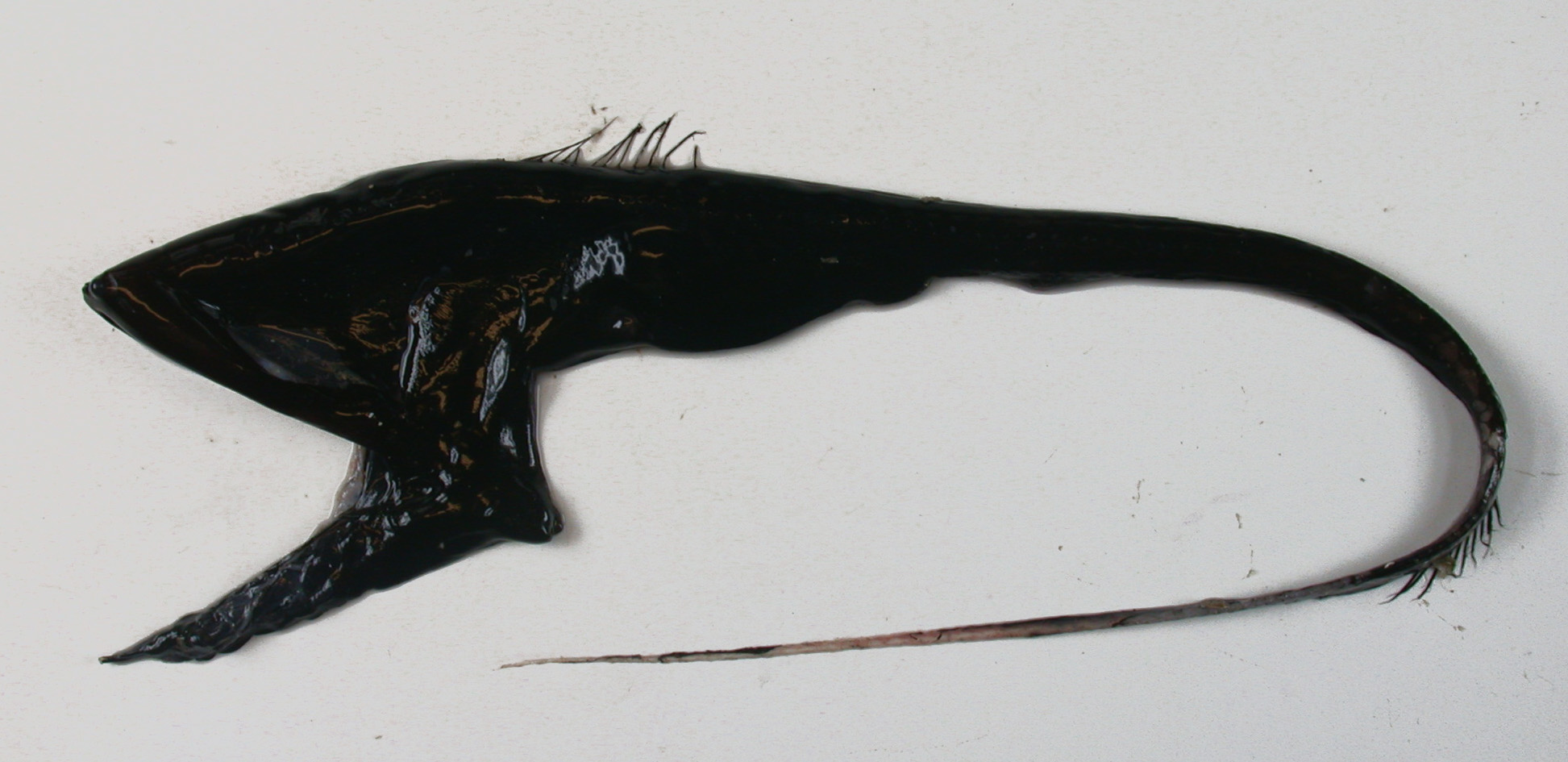
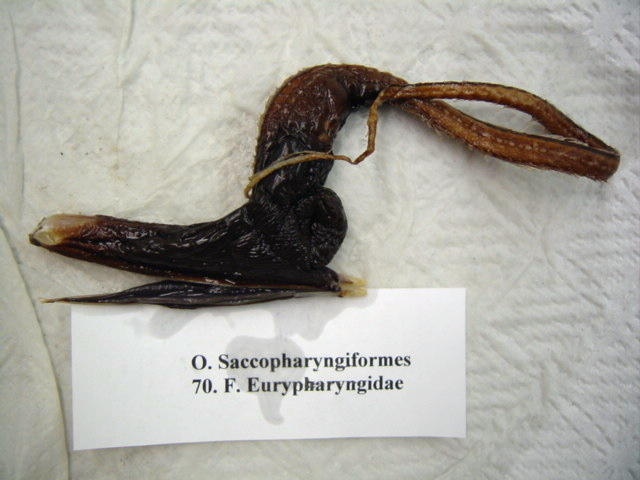
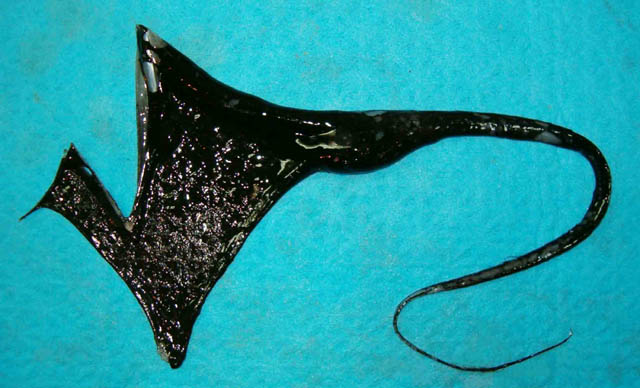
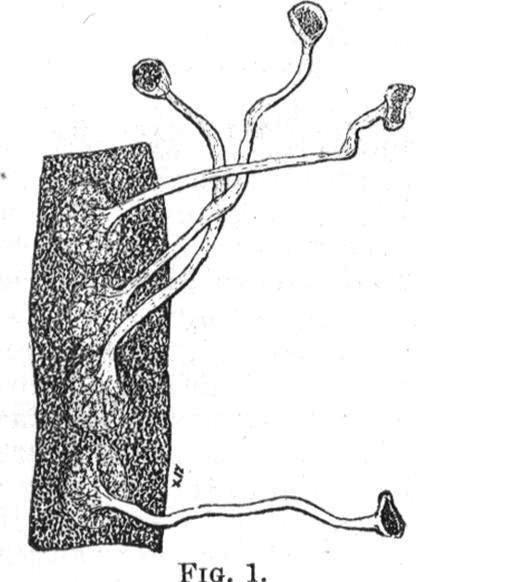